# Amatignak
Amatignak (in lingua aleutina Amatignax) è una delle isole Delarof, un sottogruppo delle isole Andreanof occidentali, nell'arcipelago delle Aleutine, e appartiene all'Alaska (USA). È lunga 8 km per 4 km di larghezza, con un'altitudine massima di 302 m.
Amatignak rappresenta il punto più a sud dell'Alaska e la più alta longitudine occidentale degli Stati Uniti e del Nord America. L'isola più vicina è Ulak a circa 6 km a nord-est.